# Le Val-d'Ajol
Le Val-d'Ajol è un comune francese di 4 224 abitanti situato nel dipartimento dei Vosgi nella regione del Grand Est.
Situato nei Vosgi meridionali, il comune occupa l'ampia vallata della Combeauté, che sorge nel vicino comune di Girmont-Val-d'Ajol e che è un subaffluente della Saona. Con i suoi 3640 ettari di foreste, è il più vasto comune del dipartimento e rivendica anche 24 frazioni.

## Società

### Evoluzione demografica
Abitanti censiti

## Eventi

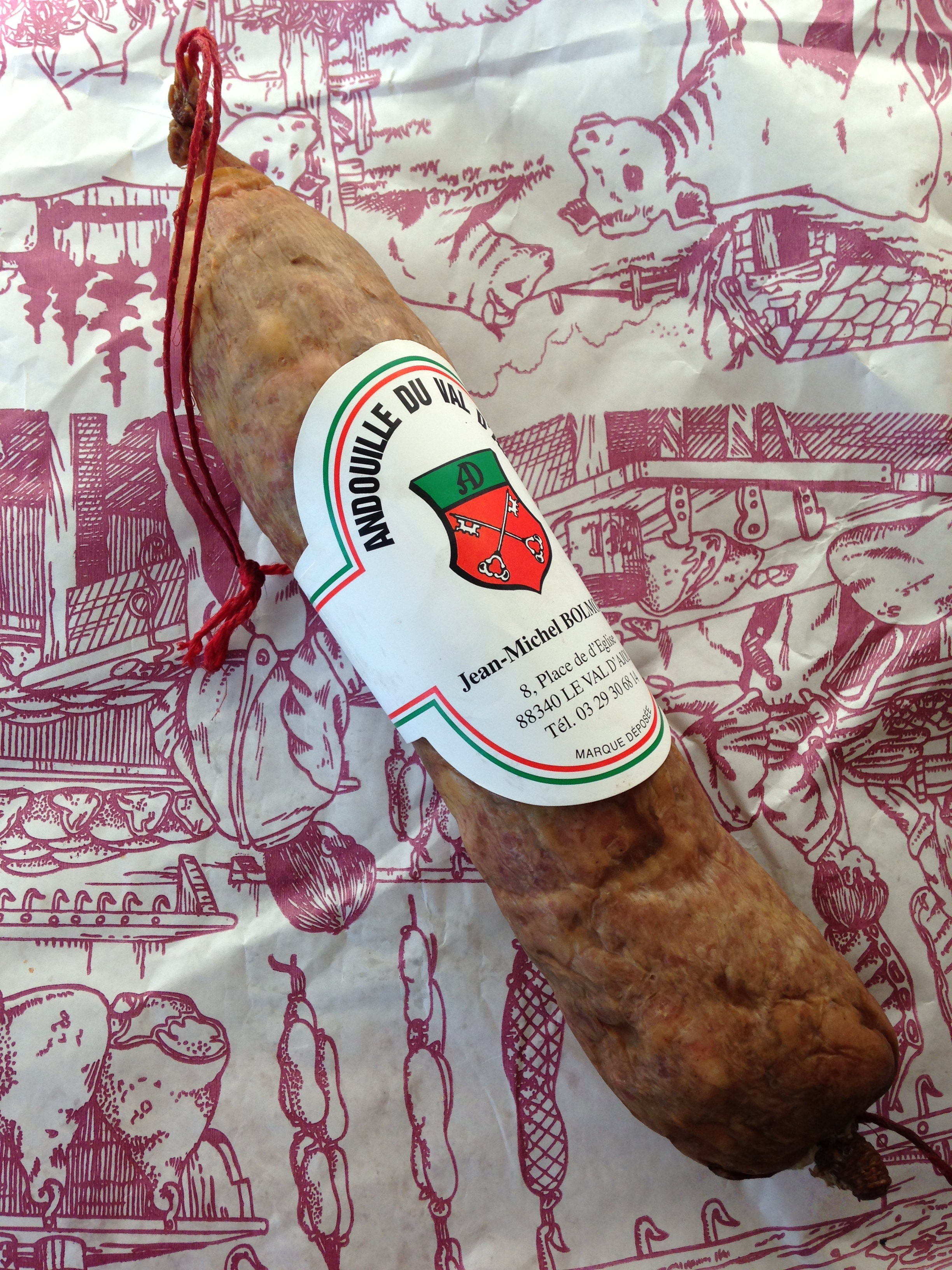
Unandouille du Val-d'Ajol e la sua etichetta

Ogni terzo lunedì del mese di febbraio si tiene a Le Val-d'Ajol la "fiera delle andouille", data fissata dal 1831, con ordinanza reale di quell'anno di Luigi Filippo. Vi si celebra l'andouille e il gandoyau, specialità del comune (l'Andouille della Val-d'Ajol, marchio dei salumieri locali, che beneficia di una reputazione che varca i confini della regione.).
Dal 1965, La Docte Insigne et Gourmande Confrérie des Taste-Andouilles et Gandoyaux du Val d’Ajol vi tiene ogni anno il suo capitolo.